# 宋阿重
宋阿重（？—？），元朝時期的水東土司。
宋阿重是宋景陽的四十世孫，原為曾竹等處長官司土官。大德七年時，因其叔父宋隆濟聯合周邊各族反抗元朝，宋阿重抛棄家族，前往元大都覲見，陳述其事宜，元成宗賜給他衣服。水西土司蛇節戰敗被俘後，宋隆濟逃竄。宋阿重深入烏撒、烏蒙，至於水東，招諭木樓苗、狫，並生擒了宋隆濟獻給元朝。宋阿重遂被元廷任命為順元宣撫同知，後升順元等處宣撫使、八番順元等處宣慰使、平章政事等職，封顺元侯。他將水東土司的衙門設在今日開陽縣雙流鎮的白馬村，這個地方今日被稱作「同知衙」。
宋阿重因出賣自己的叔父而為人不齒。他與八番順元等處流官宣慰使劉垓關係友善，劉垓將孫女劉淑貞嫁給宋阿重之孫宋蒙古歹。宋阿重死後，由兒子宋居混繼位。贈貴國公，諡忠宣。

## 延伸阅读
[在维基数据编辑]
 《新元史/卷221》，出自柯劭忞《新元史》